# Hyles siehei
Hyles siehei är en fjärilsart som beskrevs av Rudolf Püngeler 1903. Hyles siehei ingår i släktet Hyles och familjen svärmare. Inga underarter finns listade i Catalogue of Life.